# Acacia aciphylla
Acacia aciphylla är en ärtväxtart som beskrevs av George Bentham. Acacia aciphylla ingår i släktet akacior, och familjen ärtväxter. Inga underarter finns listade i Catalogue of Life.